# Giải quần vợt Pháp Mở rộng 2008
Giải quần vợt Pháp Mở rộng 2008 là giải Grand Slam quần vợt thứ hai trong năm 2008 và là giải quần vợt Roland-Garros lần thứ 107, được tổ chức tại Paris, Pháp từ ngày 25 tháng 5 đến 8 tháng 6 năm 2008.
Justine Henin không tham dự giải đấu để bảo vệ danh hiệu vô địch, do cô đã giải nghệ vào ngày 14 tháng 5, dù rằng có khả năng cô trở thành nữ vận động viên duy nhất trong Kỉ nguyên mở vô địch Roland-Garros 4 lần liên tiếp (người có cùng 3 lần vô địch liên tiếp là Monica Seles). Henin giải nghệ dẫn đến việc giải sẽ có một nhà nữ vô địch mới và Ana Ivanovic, người thua Henin trong trận chung kết ở giải năm 2007, là nhà vô địch mới. Ở giải đơn nam, Rafael Nadal vẫn thống trị và bắt kịp kỉ lục của Bjorn Borg, vô địch giải 4 lần liên tiếp (trong kỉ nguyên mở). Các giải đấu khác bao gồm giải đôi nam, nữ, giải trẻ, giải cho người khuyết tật và cho các cựu danh thủ.

## Sự kiện theo ngày

### Ngày đầu tiên
Ngày khai mạc Chủ nhật có một vài hạt giống ở giải nữ bị loại: Nicole Vaidisova thua đồng hương Iveta Benesova, và Virginie Razzano thất bại trước Klara Zakopalova. Các hạt giống Ana Ivanovic, Serena Williams, Alize Cornet, Dominika Cibulkova và Caroline Wozniacki đều vượt qua vòng một.

Ở sân của nam, mọi con mắt đổ dồn về trận tranh tài giữa Paul-Henri Mathieu và cựu số 1 thế giới, vô địch giải 3 lần (1997, 2000 và 2001) Gustavo Kuerten, kết thúc sau 3 séc với phần thắng thuộc về vận động viên nước chủ nhà 6–3, 6–4, 6–2, đánh dấu thời điểm kết thúc sự nghiệp của Kuerten. Hạt giống số 3 Novak Djokovic vào vòng hai sau khi thua một séc trước Denis Gremelmayr. Các hạt giống James Blake, David Nalbandian và Nicolas Almagro vào vòng sau với những trận thắng tuyệt đối, trong khi Andy Murray cần tới gần 3 tiếng đồng hồ mới đánh bại được đấu thủ dự suất đặc cách người Pháp Jonathan Eysseric sau 5 séc. Nhà vô địch năm 1998 Carlos Moya sớm chia tay giải sau khi thua đấu thủ dự vòng loại Eduardo Schwank và Janko Tipsarevic thua Nicolas Lapentti.
- Các hạt giống bị loại: Nicole Vaidisova, Virginie Razzano; Carlos Moya, Janko Tipsarevic.

(Hình ảnh, Bình luận, ngày đầu tiên)

### Ngày thứ hai
Ở giải nữ, các hạt giống Jelena Jankovic, Karin Knapp, Agnes Szavay và Patty Schnyder vượt qua vòng đầu tiên, cùng với Venus Williams dù đã thua một séc trước Tzipora Obziler. Hạt giống thứ 23 Alona Bondarenko gây thất vọng khi thua cả hai séc trước Petra Cetkovska.

Ở giải nam, các hạt giống Roger Federer, Fernando Gonzalez, Tomas Berdych và Fernando Verdasco đều thắng, cùng với Tommy Robredo, người đánh bại á quân 2004 Guillermo Coria sau 4 séc. Marcos Baghdatis, bị chấn thương từ Indian Wells thua Simone Bolelli, và Guillermo Canas, tay vợt vào tứ kết giải năm trước, gây thất vọng khi thua cả ba séc bằng tie-break trước Wayne Odesnik. Điều gây bất ngờ nhất trong ngày là tay vợt số 1 của Pháp Richard Gasquet tuyên bố bỏ cuộc chỉ vài giờ trước trận đấu do chấn thương đầu gối. Mưa vào buổi chiều đã làm gián đoạn các trận đấu, các trận đấu phải tạm ngừng và thi đấu vào ngày hôm sau.
- Các hạt giống bị loại: Alona Bondarenko; Marcos Baghdatis, Guillermo Canas, Richard Gasquet (bỏ cuộc).

(Hình ảnh, Bình luận ngày thứ hai)

### Ngày thứ ba
Mưa vẫn tiếp tục, ảnh hưởng trong cả ngày thi đấu này. Các trận đấu bắt đầu muộn. Khởi đầu Svetlana Kuznetsova và Dinara Safina vượt qua vòng một. Sau một thời gian dài gián đoạn vào buổi chiều, Agnieszka Radwanska, Ai Sugiyama và Amelie Mauresmo đủ thời gian để kết thúc các trận thi đấu, tiến vào vòng sau.

Bên sân của nam, Nikolay Davydenko và Stanislas Wawrinka thắng 3 séc trắng, trong khi Juan Monaco thất thủ trước Robin Soderling, và Mario Ancic đánh bại Andreas Seppi. Mưa buộc một số trận đấu phải ngừng và đánh tiếp vào hôm sau.
- Các hạt giống bị loại: Juan Monaco, Andreas Seppi.

(Hình ảnh, Bình luận ngày thứ ba)

### Ngày thứ tư
74 trận đấu được lên lịch tổ chức trong ngày thi đấu này do trời mưa những ngày thi đấu trước. Các hạt giống Francesca Schiavone, Elena Dementieva, Flavia Pennetta, Katarina Srebotnik, Vera Zvonareva, Anna Chakvetadze, Nadia Petrova, Maria Kirilenko, Victoria Azarenka và Anabel Medina Garrigues đi tiếp vào vòng hai, trong khi số 1 thế giới Maria Sharapova phải mất đến hơn 2 giờ 30 phút mới vượt qua được đồng hương số 103 thế giới Evgeniya Rodina sau 3 séc. Hạt giống số 9 Marion Bartoli sau khi dẫn điểm Casey Dellacqua ở ngày thi đấu thứ ba đã thua khi trận đấu tiếp tục. Các hạt giống khác bị loại có Sybille Bammer (thua Aleksandra Wozniak) và Shahar Peer (thua Samantha Stosur). Agnieszka Radwanska, Caroline Wozniacki, Ana Ivanovic, Patty Schnyder và Serena Williams vượt qua vòng hai.

Bên giải nam, Radek Stepanek, Lleyton Hewitt, David Ferrer, Jarkko Nieminen, Dmitry Tursunov, Ivan Ljubicic, Mikhail Youzhny và Igor Andreev đi tiếp, cùng với đương kim vô địch Rafael Nadal, người đã suýt thua séc đầu tiên trước Thomaz Bellucci. Trong khi đó, nhà vô địch 2003 Juan Carlos Ferrero bỏ cuộc khi gặp Marcos Daniel do chấn thương ở chân và Ivo Karlovic thua Alejandro Falla sau gần 4 giờ đồng hồ. Novak Djokovic, Nicolas Almagro và Andy Murray là những tay vợt đầu tiên vào vòng ba, cùng với Paul-Henri Mathieu, người đã lội ngược dòng thành công sau khi thua 2 séc đầu ở trận đấu kéo dài hơn 4 giờ đồng hồ, và tay vợt không phải hạt giống Michael Llodra, người hạ hạt giống Tomas Berdych sau 3 giờ đồng hồ trong trận đấu 5 séc.
- Các hạt giống bị loại: Marion Bartoli, Sybille Bammer, Shahar Peer; Juan Carlos Ferrero, Ivo Karlovic, Tomas Berdych.

(Hình ảnh, Bình luận ngày thứ tư)

### Ngày thứ năm
Mưa tiếp tục làm gián đoạn ngày thi đấu, nhưng không ngăn cản được các hạt giống Venus Williams, Alize Cornet, Jelena Jankovic, Elena Dementieva, Karin Knapp, Flavia Pennetta, Dominika Cibulkova, Katarina Srebotnik, Dinara Safina, Francesca Schiavone, Victoria Azarenka, Agnes Szavay, Anabel Medina Garrigues và Svetlana Kuznetsova lọt vào vòng sau. Trong khi đó Amelie Mauresmo thua Carla Suarez Navarro, Ai Sugiyama thất bại trước Olga Govortsova, Maria Kirilenko dừng bước trước Zheng Jie. Anna Chakvetadze là hạt giống cao nhất bị loại trong ngày khi thua Kaia Kanepi cả hai séc.

Bên sân của nam cũng có những thất bại tương tự. James Blake thua Ernests Gulbis, David Nalbandian thất bại trước tay vợt đặc cách nước chủ nhà Jeremy Chardy sau hơn 3 giờ đồng hồ dù đã dẫn trước 2 séc, Igor Andreev thua trước Robby Ginepri. Hạt giống số 1 Roger Federer dù thua séc đầu tiên trước Albert Montanes nhưng thắng lại ba séc sau, vào vòng ba cùng với Rafael Nadal, Mikhail Youzhny, Fernando Gonzalez, Jarkko Nieminen, Dmitry Tursunov, Ivan Ljubicic, Stanislas Wawrinka, Fernando Verdasco, Nikolay Davydenko, David Ferrer, Lleyton Hewitt và Tommy Robredo.
- Các hạt giống bị loại: Amelie Mauresmo, Ai Sugiyama, Anna Chakvetadze, Maria Kirilenko; James Blake, David Nalbandian, Igor Andreev.

Các trận đầu tiên ở nội dung đôi đã diễn ra. Đôi nữ số 1 thế giới Liezel Huber & Cara Black, Mariya Koryttseva & Vladimira Uhlirova và Shuai Peng & Tiantian Sun vượt qua vòng một.

Giải đôi nam, Lukas Dlouhy & Leander Paes, Jonas Bjorkman & Kevin Ullyett, Daniel Nestor & Nenad Zimonjic, Mariusz Fyrstenberg & Marcin Matkowski, Marcelo Melo & Andre Sa, Jonathan Erlich & Andy Ram, và anh em sinh đôi hạt giống số 1 Bob & Mike Bryan đi tiếp, trong khi đương kim vô địch Mark Knowles, đánh cặp với Mahesh Bhupathi năm nay thất bại 2 séc trắng trước Stephen Huss & Ross Hutchins và nhà vô địch 2 năm 2005]] và 2006 Max Mirnyi, đánh cặp với Jamie Murray, thua sau 3 séc trước đôi Rik De Voest & Robin Haase.
- Các hạt giống bị loại: Mahesh Bhupathi / Mark Knowles, Max Mirnyi / Jamie Murray.

(Hình ảnh, Bình luận ngày thứ năm)

### Ngày thứ sáu
Ở sân nữ, Nadia Petrova, Maria Sharapova và Vera Zvonareva thắng trận để vào vòng ba. Ana Ivanovic thắng Caroline Wozniacki, Agnieszka Radwanska vượt qua Alize Cornet, và Patty Schnyder để có tên ở vòng bốn. Hai bất ngờ trong ngày thi đấu này là hạt giống số 27 Katarina Srebotnik đánh bại nhà vô địch năm 2002 hạt giống số 5 và ứng cử viên vô địch năm nay Serena Williams sau 2 séc 6–4, 6–4, và hạt giống số 26 Flavia Pennetta vượt qua á quân năm 2002, hạt giống số 8 và cũng là một ứng cử viên vô địch Venus Williams 7–5, 6–3. Lần đầu tiên trong giải từ năm 2004 cả hai chị em nhà Williams cùng thua trong một ngày.

Bên sân nam, Novak Djokovic và Paul-Henri Mathieu vào vòng bốn, cùng với Rafael Nadal, người đã hạ Jarkko Nieminen; Nicolas Almagro, đánh bại Andy Murray sau gần 3 giờ đồng hồ trong 4 séc đấu; Fernando Verdasco thắng Mikhail Youzhny và tay vợt đặc cách người Pháp Jeremy Chardy, tiếp tục hành trình sau khi thắng Dmitry Tursunov.
- Các hạt giống bị loại: Caroline Wozniacki, Serena Williams, Alize Cornet, Venus Williams; Jarkko Nieminen, Andy Murray, Mikhail Youzhny, Dmitry Tursunov.

Ở các giải đôi: sân đôi nữ, ứng cử viên Chiêm Vịnh Nhiên & Chuang Chia-jung, Nathalie Dechy & Elena Likhovtseva, Tatiana Poutchek & Anastasia Rodionova, Zi Yan & Jie Zheng, Dinara Safina & Agnes Szavay, Victoria Azarenka & Shahar Peer, Lisa Raymond & Samantha Stosur, Kveta Peschke & Rennae Stubbs và Katarina Srebotnik & Ai Sugiyama đều vào vòng hai, trong khi đó đương kim vô địch Alicia Molik & Mara Santangelo thất bại ngay trận đầu trước đôi không hạt giống Sara Errani & Bethanie Mattek.

Sân nam, Christopher Kas & Rogier Wassen, Jeff Coetzee & Wesley Moodie và Simon Aspelin & Julian Knowle nằm trong những cặp đôi vào vòng hai, Lukas Dlouhy & Leander Paes thắng trận ở vòng hai. Martin Damm & Pavel Vizner thua séc trắng trước Lukas Arnold Ker & Juan Ignacio Chela, và Arnaud Clement & Michael Llodra thua Pablo Cuevas & Luis Horna, Mariusz Fyrstenberg & Marcin Matkowski thua trận ở vòng hai trước Michal Mertinak & Jean-Claude Scherrer.
- Các hạt giống bị loại: Alicia Molik / Mara Santangelo; Julien Benneteau / Nicolas Mahut (bỏ cuộc), Mariusz Fyrstenberg / Marcin Matkowski, Martin Damm / Pavel Vizner, Arnaud Clement / Michael Llodra.

(Hình ảnh, Bình luận ngày thi đấu thứ sáu)